# Beta procumbens
Beta procumbens är en amarantväxtart som beskrevs av Christen Smith och Jens Wilken Hornemann. Beta procumbens ingår i släktet betor, och familjen amarantväxter. Inga underarter finns listade i Catalogue of Life.